# Comunitat de Calataiud
La Comunitat de Calataiud és una de les comarques de l'Aragó.

## Llista de municipis
Abanto, Alarba, Alconchel de Ariza, Alhama de Aragón, Aniñón, Arándiga, Ariza, Ateca, Belmonte de Gracián, Berdejo, Bijuesca, Bordalba, Bubierca, Cabolafuente, Calataiud, Calmarza, Campillo de Aragón, Carenas, Castejón de Alarba, Castejón de las Armas, Cervera de la Cañada, Cetina, Cimballa, Clarés de Ribota, Codos, Contamina, Embid de Ariza, El Frasno, Fuentes de Jiloca, Godojos, Ibdes, Jaraba, Malanquilla, Maluenda, Mara, Miedes de Aragón, Monreal de Ariza, Monterde, Montón, Morata de Jiloca, Morés, Moros, Munébrega, Nigüella, Nuévalos, Olvés, Orera, Paracuellos de Jiloca, Paracuellos de la Ribera, Pozuel de Ariza, Ruesca, Sabiñán, Sediles, Sisamón, Terrer (Aragó), Tobed, Torralba de Ribota, Torrehermosa, Torrelapaja, Torrijo de la Cañada, Valtorres, Velilla de Jiloca, La Vilueña, Villafeliche, Villalba de Perejil, Villalengua i Villarroya de la Sierra.